# مشعل بلازما

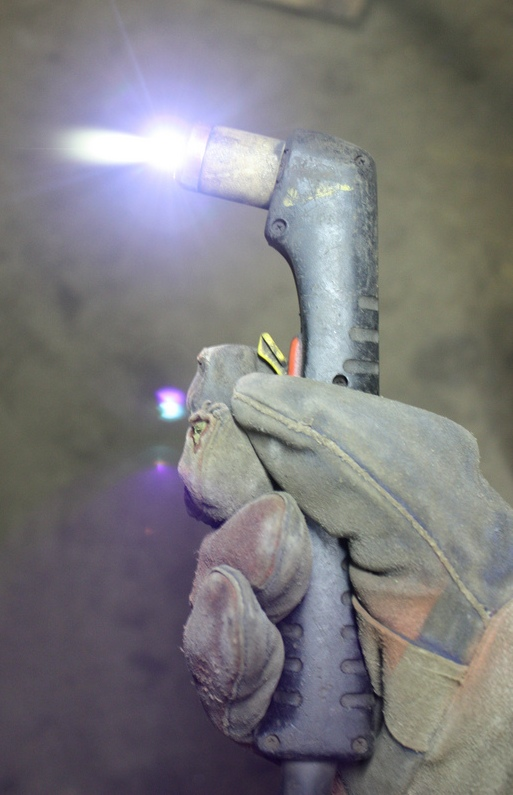
مشعل بلازما

مشعل بلازما  (ملاحظة 1) هو جهاز يستخدم من أجل توليد تدفق موجه من البلازما.
يمكن ان تستخدم شعلة البلازما الصادرة في عدد من التطبيقات مثل القطع أو اللحام Plasma arc welding أو الطلاء الحراري أو التغويز بالبلازما Plasma gasification.

## هوامش
- ملاحظة 1 المرادفات: مشعل البلازما أو قوس البلازما أو قاطع البلازما أو مدفع البلازما